# ヘルマンド州
ヘルマンド州（ヘルマンドしゅう、Helmand、ダリー語表記で هلمند）は、アフガニスタン南部の州である。ヘルマンド州の面積は約5万8305平方キロメートル（34州中1位）、州の総人口は87万9500人（34州中11位）、人口密度は15人/平方キロ（34州中32位）。ヘルマンド県と表記されることもある。州都はラシュカルガー。

## 地理
ヘルマンド州は日本の東北地方の9割ほどの面積の州である。ヘルマンド州を南北に縦断するヘルマンド川はアフガニスタン最長の河川であり、ヒンドゥークシュ山脈を流れてきたヘルマンド川はKajaki郡のカジャキ・ダムに蓄えられた後、サンギーン郡へ流れていく。一方、Baghran市の方から流れてくるマサカーラ川もサンギーン郡に向かい、ヘルマンド川と合流する。ヘルマンド川はそのまま州都ラシュカルガーに向かい、州都の南方でカンダハール州から流れてきたアルガンダーブ川と合流する。ヘルマンド川はそのまま南に流れ、Dashti Margo砂漠とレギスタン砂漠の間を山脈に沿って進みGarmsir市を通過し、Khan Nishin市の手前で西に蛇行し、Dishu市の方に流れて行く。 

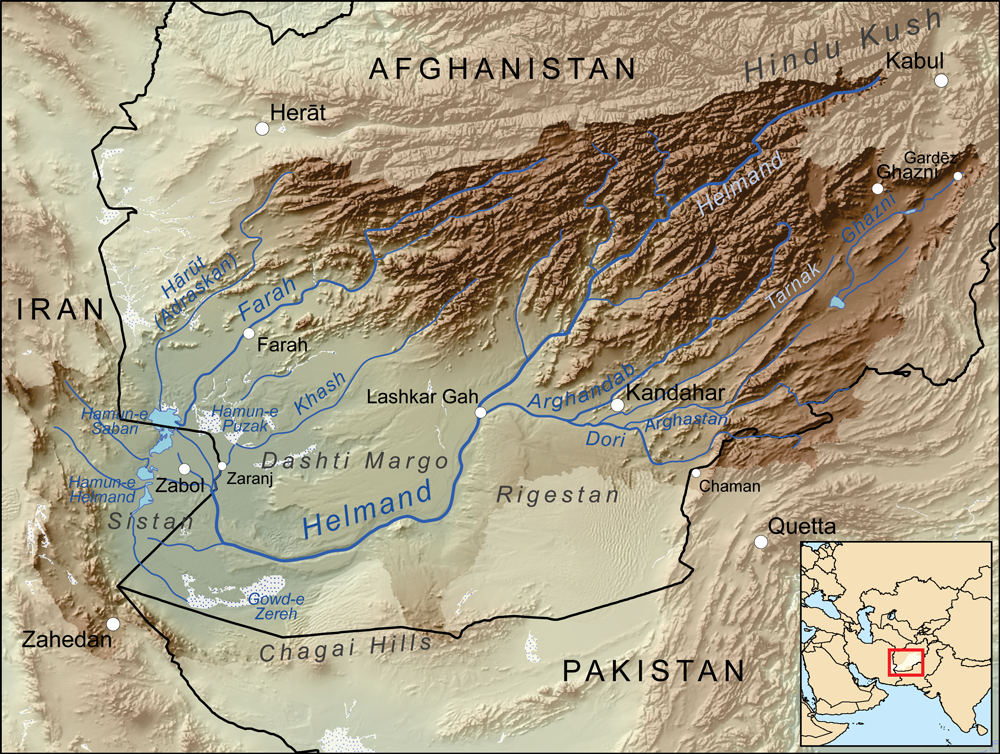
アフガニスタン南部の河川

- Baghran郡
- Musa Qal'eh郡
- Nawa郡
- カジャキ・ダム
- ケシ畑

## 歴史

### 冷戦時代
1950年頃のヘルマンド州は南部州（現在のパクティヤー州）の一部だったが、1957年頃に分割されてギリシュク州（Girishk）になり、1964年頃に改名されて現在の名前になった。その頃の州都は現在の州都の南隣りにあるボスト（Bost）だったが、1970年頃に現在の州都であるラシュカルガーに移動した。ボストの名は現在でもボスト要塞跡（Qala-E-Bost）やボスト大学、ボスト空港などに残っているようである。
20世紀初頭のヘルマンド州は広大な土地はあるものの乾燥した荒野が広がり、農業には適さない土地だった。しかし州内にはアフガニスタン最大の河川であるヘルマンド川などがあり、川を上手く制御できれば農地化が可能だと思われていた。アフガニスタン政府は第二次世界大戦前は日本やドイツ、大戦後はソビエト連邦やアメリカ合衆国の力を借りてヘルマンド渓谷の開発を行おうとした。当初は乗り気ではなかった両国だったが、冷戦対立の下で1950年代後半から本格的な支援を始めた。開発はテネシー川流域開発公社を模範とし、工事はフーバーダムを建設したモリソン・クヌーセン社が担当し、カジャキ・ダムや水路などを建設して38～50万ヘクタールを開拓し、200万人の遊牧民を定住させる予定だった。アフガニスタン政府はアメリカ合衆国国際開発庁（USAID）から7千万ドルを借り受け、政府予算の2割を投じて開発を進めた。開発は1950年代後半から始まり、その後アフガニスタン紛争 (1978年-1989年)が始まるまで20年以上に渡って続いたが、結果は巨額の投資に見合うものではなかった。ヘルマンド州の土壌は塩分を含んでおり灌漑しても農地には適さず、遊牧民は定住を嫌がった。最終的に開拓できたのは約8～15万ヘクタールに過ぎず、定住したのは5500世帯に留まった。

### 冷戦終了後

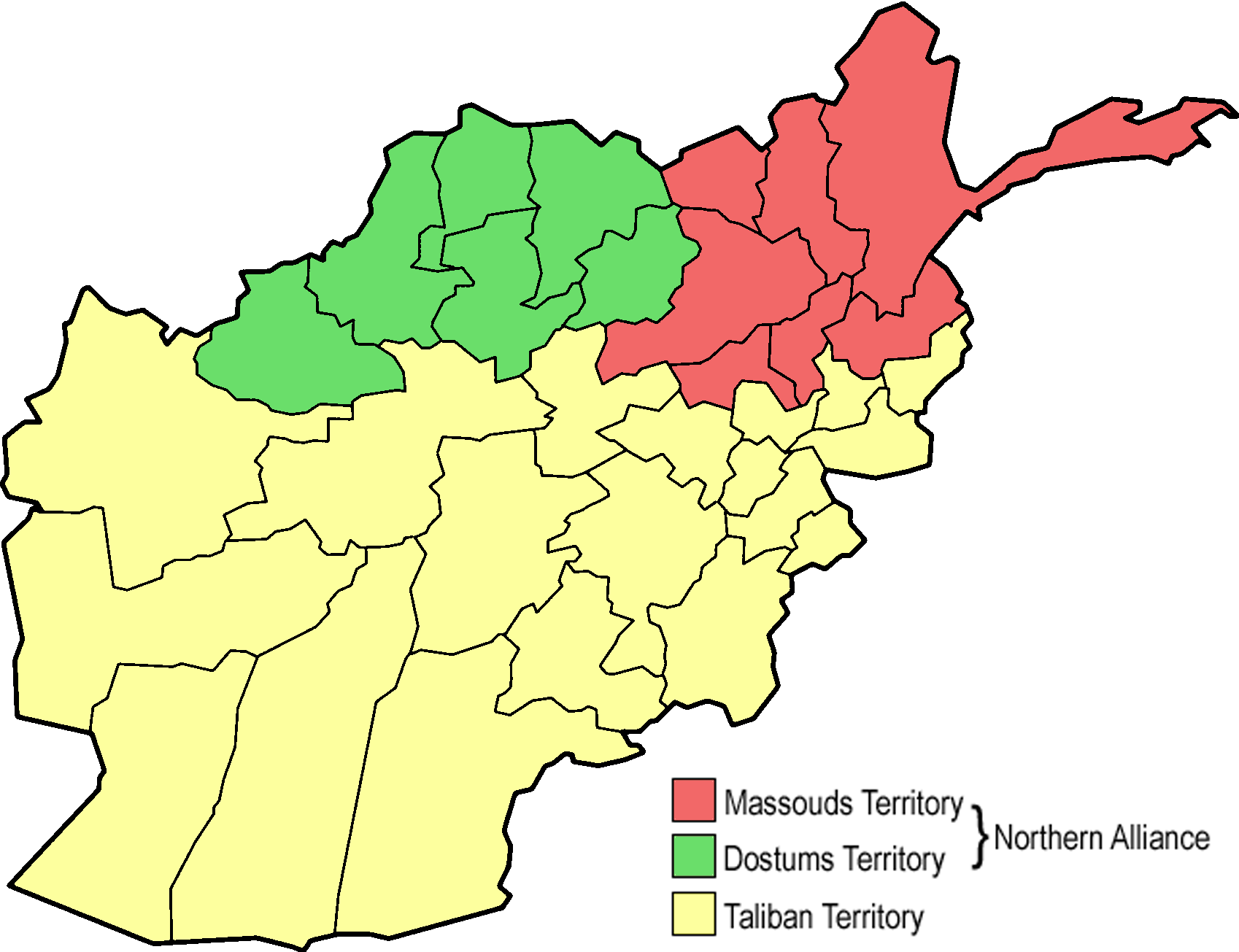
1997年のアフガニスタンの状況。赤がマスード派、緑がドスタム派、黄がターリバーン

1992年、ムハンマド・ナジーブッラーが率いるカーブルの共産党政権を倒したムジャーヒディーンはカーブルに数ヶ月限定の暫定政権を作り、イスラム協会のブルハーヌッディーン・ラッバーニーが大統領に就任した。しかし年末に任期を過ぎても辞職しなかった為、イスラム協会の主力部隊であるマスード軍をイスラム党のグルブッディーン・ヘクマティヤールなどが攻撃し、内戦が始まった。1994年、カンダハール州に新勢力のターリバーンが突如現れ、カーブルに向かって進撃し、ヘクマティヤール軍を敗走させた。その後ターリバーンは撃退され、逆にヘルマンド州などを奪われたが、後年ムジャーヒディーンを北に敗走させ、カーブルを含むアフガニスタン東部や南部を手中に収めた。

### アメリカ同時多発テロ事件以降
2001年9月、アメリカ同時多発テロ事件が起き、10月にはアメリカ合衆国がアフガニスタンに侵攻し、有志連合や北部同盟と共に戦闘を開始した。12月、ターリバーンはカンダハール州・ヘルマンド州・ザーブル州をナキーブッラーやグル・アーガー・シェールザイなどに譲り渡して姿を消した。しかし2003年になるとターリバーンは反撃を開始し、5月に州知事室の隣で爆弾を爆発させ、国連を活動停止に追い込んだ。

### 第一回大統領選挙後
2004年10月、ターリバーンの妨害活動が続く中で第一回の大統領選挙が実施され、州内ではハーミド・カルザイ（約90％）が最多得票を得た。2005年9月、第一回の下院選挙（Wolesi Jirga）と州議会選挙が行われたが、ターリバーンは候補者を殺害して妨害した。同年、アヘン取引に関係していたシェール・ムハンマド・アーホンドザーダ知事がイギリスの圧力により解任された。元知事はターリバーンと組んで政府の検問所を攻撃した。2006年7月、国際治安支援部隊（ISAF）がアフガニスタン南部で活動を開始した。ヘルマンド州の担当はイギリス軍（4700人）とデンマーク軍とエストニア軍であり、Mountain Thrust作戦を実施し、サンギーン郡やナウ・ザード郡などで戦闘を行った。しかし、情報不足や装備不足により苦戦を強いられ、爆撃により民間人の被害が拡大した。同年、ヘルマンド州の麻薬栽培が急増し、麻薬栽培に従事するためにヘルマンド州に来訪した季節労働者は20万人に及んだ。アメリカ合衆国はコロンビアの麻薬カルテル対策として有効だった除草剤の空中散布を行おうとしたが、イギリスやカルザイ大統領の反対により実行できなかった。2007年、戦争は激しさを増し、自爆テロや無差別爆撃によってISAFや民間人に多数の犠牲者が出た。州内ではKryptonite作戦やPickaxe-Handle作戦やVolcano作戦やNasrat作戦などが行われ、Musa Qala郡などで戦闘があり、誤爆により30人以上の市民が死亡した。ターリバーンも80人以上が死亡したが、人質交換の為にイタリア人記者を誘拐（その後解放）するなどして抵抗した。2008年、Eagle's Summit作戦やNawzadの戦い、Red Dagger作戦が行われた。

### 第二回大統領選挙後

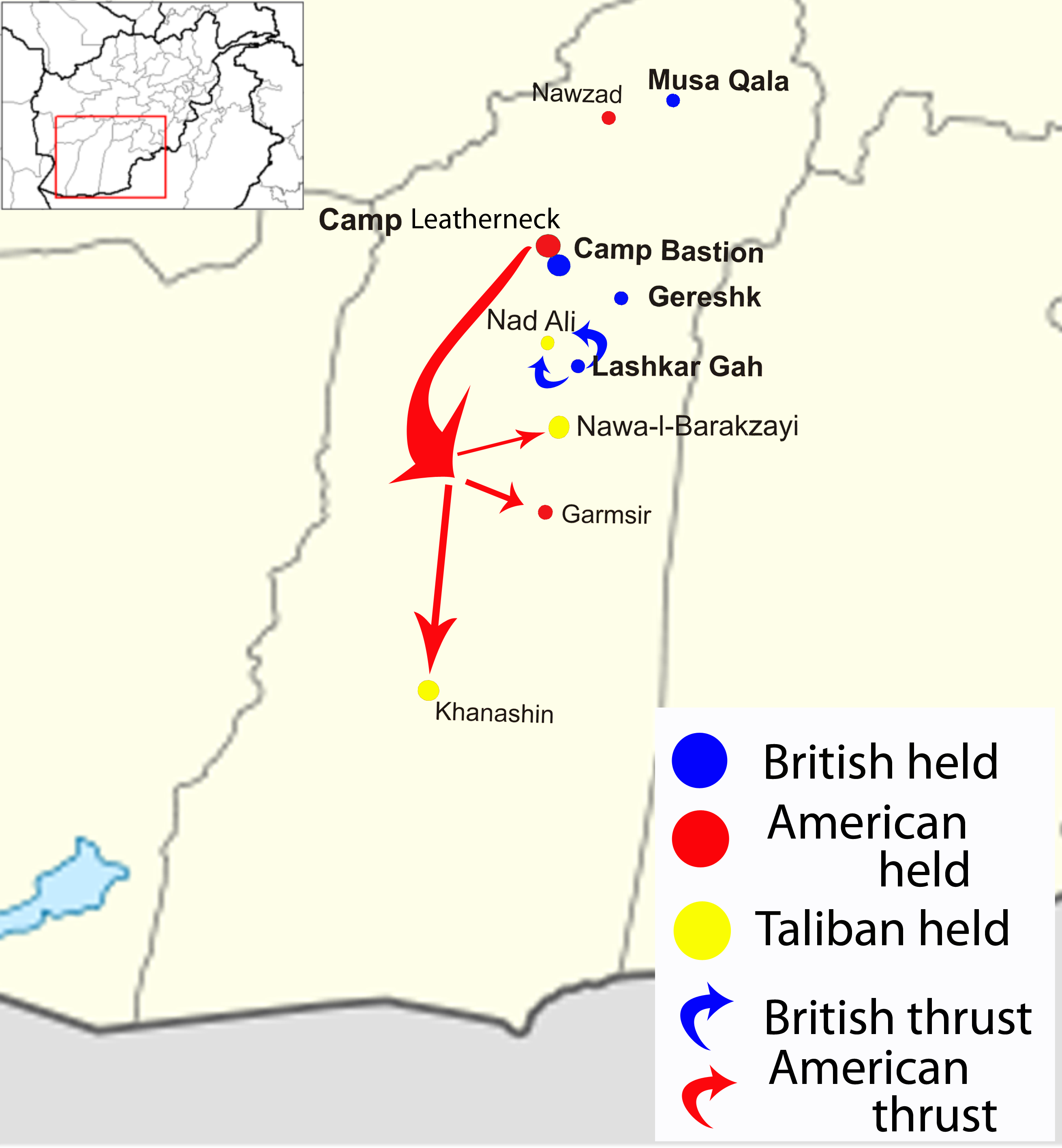
Strike of the Sword作戦

2009年8月、第二回の大統領選挙が実施され、ヘルマンド州ではハーミド・カルザイ大統領が最多得票（約73％）を得た。2010年、第二回の下院選挙と州議会選挙が行われたが、戦争は更に激しくなりISAFや民間人の死傷者が急増した。ヘルマンド州では2009年にCobra's Anger作戦やMar Lewe作戦やStrike of the Sword作戦が実施され、2010年にはMoshtarak作戦が実施された。また2009年にDahanehの戦い、2010年にサンギーンの戦い、2012年にCamp Bastion襲撃が起きた。2012年12月、ISAF軍はナワ郡・ナデアリ郡・マルジャ郡の治安権限をアフガニスタン国軍に移譲し、2013年6月にはアフガニスタン全土で治安維持権限を移譲した。

### 第三回大統領選挙後
2014年4月、第三回の大統領選挙が実施され、ヘルマンド州ではアシュラフ・ガニー元財務大臣が最多得票（約33％）を得た。6月、州都ラシュカルガー北東部に位置するサンギーン郡にて、政府軍とターリバーンの部隊と政府軍が交戦。同地区は2010年、イギリス軍がターリバーンの攻勢に圧され撤収を余儀なくされた難攻の地であったが、政府軍側が800人以上の戦闘員を投入して制圧した。10月、イギリス軍が任務を終了し、キャンプ・バスティオンをアフガニスタン国軍に引き渡し撤退した。

### 第四回大統領選挙後
2019年3月、ターリバーンは州都ラシュカルガーのキャンプ・ショラブ（Camp Shorab）を攻撃した。2019年9月、第四回の大統領選挙が実施された。同月、アメリカ軍とアフガニスタン軍はムーサ・カラ郡でインド亜大陸のアルカーイダ（AQIS）の指導者のアシム・ウマルを殺害した。
2020年9月、アフガニスタン政府とターリバーンの初の和平交渉がカタールで開催された。しかし和平協議中にもかかわらず、ターリバーンは34州中28州で攻撃をしかけた。ヘルマンド州では州都ラシュカルガー周辺の複数の検問所が攻撃され、ターリバーンの手に落ちた。ラシュカルガーとカンダハール間の高速道路601号線の一部もターリバーンが占領した。ターリバーンは変電所を襲撃し州内とカンダハール州の一部が停電した。ナーダリー郡やラシュカルガーのChah Anjir 地区などでも3日間戦闘が続いた。攻撃を首謀したターリバーンの影の副知事は捕虜交換によりアフガニスタン政府から解放されたばかりだった。
2021年2月のPajhwok Afghan Newsの電話調査によると、ターリバーンはナウ・ザード郡、ムーサ・カラ郡、Khansheen郡、Baghran郡、Dishu郡を完全に支配していると言う。3月、アフガニスタン政府の治安部隊とターリバーンの戦闘が34州中20州で続き、ヘルマンド州でも激しい戦闘が行われた。
2021年7月末、ターリバーンは州都ラシュカルガーの攻撃を開始し、8月4日も激しい市街戦が続いた。ターリバーンは市内の大半を掌握して州の行政事務所や警察本部に迫っており、警察本部の矢倉を守るアフガニスタン軍を攻撃している。国連によると両軍の無差別な戦闘の巻き添えで１日100人以上の民間人が死傷した。アフガニスタン政府軍は住民に避難を呼びかける一方でアメリカ軍と共に空爆を行っている。8月7日、アフガニスタン軍の特殊部隊が反攻作戦を展開中だがターリバーンは一歩も引かず州都の行政中心である第一地区で戦闘が続いている。8月7日夜、アメリカ軍のB52が爆撃を行い、第二地区のShaheed Anwar Khan高校の校舎や第七地区の公営診療所が損壊した。8月12日、州都の戦闘は続いており、ターリバーンはアフガニスタン軍が立て籠もる警察本部を自動車爆弾で攻撃した。8月13日、一説によるとターリバーンは警察本部を占領した。

## 行政区分
1市13郡を擁する。
1. Baghran - Alizai族[43]

ヘルマンド州の郡

2. Dishu - Baluch族、Barech族[43]
3. Garmsir - ガルムシール（英語版）、Baluch族、Noorzai族[43]
4. Kajaki - Alizai族[43]
5. Reg-i-Khan Nishin
6. Lashkargah - ラシュカルガー、Barakzai族、タジク人[43]
7. Marjah - Marja
8. Musa Qala（ムーサ・カラ郡[4]、ムサカラ地区） - ムーサ・カラ（英語版）、Alizai族、Ishaqzai族[43]
9. Nad Ali（ナーダリー郡[4]、ナダリ地区）
10. Nahr-i-Saraj（ナリ・サラージ郡[4]、ナリサラジ地区） - ゲレシュク、Barakzai族[43]
11. Nawa-I-Barakzayi - Nawa-I-Barakzayi、Barakzai族[43]
12. Nawzad（ナウ・ザード郡[4]、ナウザド地区）  - ナウザード（英語版）、 Alizai族、Ishaqzai族[43]
13. Sangin（サンギーン郡[4]、サンギン地区） - サンギーン（英語版）、Alakozai族、Ishaqzai族[43]
14. Washir（ワーシェール郡[4]、ワシェル地区） - Noorzai族[43]

## 経済

### 農業
| 種類             | 生産量       | 順位 |
| ---------------- | ------------ | ---- |
| 小麦             | 27万4000トン | 7位  |
| 大麦             | 2万8058トン  | 5位  |
| とうもろこし     | 1万1656トン  | 12位 |
| 綿花             | 1万308トン   | 1位  |
| グレープフルーツ | 200トン      | 17位 |
| りんご           | 50トン       | 21位 |
| ザクロ           | 40トン       | 13位 |
| アーモンド       | 25トン       | 25位 |
| 桃               | 15トン       | 19位 |

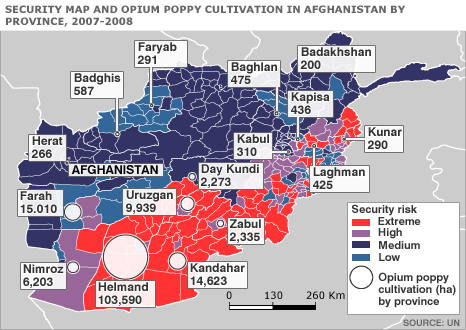
2007年の治安状況

ヘルマンド州は農業が盛んで、農業収入が家計収入の約7割（69％）を占めている。全国的に見て綿花（34州中1位）の生産が盛んで、大麦（34州中5位）や小麦（34州中7位）がかなり生産されている。また2006年～2008年頃はアフガニスタン最大の麻薬生産地域であり、世界のアヘンの2割を生産しているという説があった。その後ケシ畑は4割ほど減った時期もあったが現在は10万ヘクタールを回復しており、全国の約半数を占める第一位（2014年）の座を維持している。 

## 住民

### 民族
ヘルマンド州の住民の大半はパシュトゥーン人であり、隣接するカンダハール州と同じく主にドゥッラーニー部族連合（バーラクザイ族、ヌールザイ族、アリーコザイ族、イスハークザイ族）が居る。その他に少数のパシュトーン人系遊牧民のコチが居り、砂漠には少数のバローチ人が居る。

### 言語
ヘルマンド州の主要言語はパシュトー語（94％）であり、その他に少数のダリー語話者やバローチー語話者が居る。識字率は12％である。

## 軍事
- Camp Shorabak - 州都ラシュカルガー。ヘンリー・オブ・ウェールズ王子が配属された元イギリス軍基地[48]であり、現在はアフガニスタン国軍の基地。
- Camp Dwyer - 元アメリカ海兵隊の基地。Garmsir郡。
- Camp Leatherneck - アフガニスタン国軍の基地。Washir郡。
- Forward Operating Base Delhi
- Forward Operating Base Geronimo
- Forward Operating Base Jackson
- PB Jaker